# Kali bisulfat
Kali bisulfat (hay còn gọi là bisulfat kali; kali hydrosulfat; Kali sulfat axit; Sulfat hydro kali; Sulfat axit kali) là một muối của kali với ion bisulfat, có công thức phân tử là KHSO4. Hợp chất này được sử dụng phổ biến trong chuyển hóa các muối tartrat thành bitartrat trong rượu vang. Kali bisulfat cũng được sử dụng như là tác nhân phân hủy trong hóa phân tích.

## Tính chất
Dung dịch kali bisulfat có tính chất hóa học giống như một hỗn hợp hai hợp chất có liên quan là K2SO4 và H2SO4.
Bổ sung thêm etanol vào dung dịch kali bisulfat sẽ làm muối này kết tủa.

## Khoáng vật
Mercallit, một dạng khoáng vật của kali bisulfat, xuất hiện rất ít trong tự nhiên. Misenit là dạng khoáng vật khác, phức tạp hơn của kali bisulfat.

## Điều chế
Axit sulfuric đặc lạnh tác dụng với kali hydroxide theo tỉ lệ 1:1 sẽ tạo ra kali bisulfat:
H2SO4 + KOH → KHSO4 + H2O